# 美馬市立重清北小学校
美馬市立 重清北小学校（みましりつ しげきよきたしょうがっこう）は、徳島県美馬市美馬町にあった公立小学校。
2010年（平成22年）3月31日より休校となる。

## 概要

### 基礎データ
所在地等
- 〒771-2102 徳島県美馬市美馬町字狙ヶ内26-3

## 沿革
- 1875年 野田ノ井小学校を創立。
- 1886年 野田ノ井小学校簡易科と改称。
- 1888年 野田ノ井簡易小学校と改称。
- 1890年 野田ノ井尋常小学校と改称。
- 1892年 重清村立野田ノ井尋常小学校と改称。
- 1932年 徳島県美馬郡野田ノ井尋常小学校と改称。
- 1937年 徳島県美馬郡重清北尋常高等小学校と改称。
- 1941年 徳島県美馬郡重清村重清北国民学校と改称。
- 1947年 徳島県美馬郡重清村重清北小学校と改称。
- 1957年 徳島県美馬郡美馬町重清北小学校と改称。
- 2005年 町村合併のため美馬市立清重北小学校となる。
- 2010年3月31日休校となる。

## 校歌

### 清重北小学校
- 梶浦俊行 作詞 ／ 水野妙子 作曲